# Élections législatives malaisiennes de 2004
Les élections législatives malaisiennes de 2004 se sont déroulées le 21 mars 2004.